# 森由貴子
森 由貴子（もり ゆきこ、1984年10月15日 - ）は、日本のローカルタレント・リポーター・ラジオパーソナリティ。
滋賀県米原市出身。オリズボイスステーション所属。
主に中京圏をメインに活動している。

## 来歴・人物
2006年、南山大学経済学部経済学科卒業。
2007年以降、主に中京圏でイベントの司会進行やテレビ・ラジオのアシスタント、パーソナリティ、キャスター、リポーターなどを務める。
ラジオではFM AICHIの『パワー・ミックス』アシスタントなど主にFM局（コミュニティFMを含む）が活動のメインであったが、2012年4月に『源石和輝 モルゲン!!』（東海ラジオ）アシスタントとして起用されて以降は、活躍の場を東海ラジオにも広げた。

## 主な出演
過去の出演も含む。

### テレビ番組
- イッポウ（CBCテレビ）リポーター
- チャント!（CBCテレビ、2024年2月5日）

その他ぎふチャン、CATVのZTV、クローバーTV、ひまわりネットワーク、ミクスネットワークのレポーター、キャスターなど出演。

### ラジオ番組
- パワー・ミックス（FM AICHI、2007年4月 - 2008年3月）
- 源石和輝 モルゲン!!（東海ラジオ、2012年4月 - 2014年9月、水曜アシスタント）
- 日替わりラジオ コレカラ（東海ラジオ、2014年10月 - 2016年3月、水曜パーソナリティ）
- タクマのHAPPY TIMES!!（東海ラジオ、2016年4月 - 2017年9月、月 - 木曜パーソナリティ、放送開始から2017年3月までは月 - 水曜）
- 小島一宏 モーニングッド!（東海ラジオ、2017年10月 - パーソナリティ）
- 山﨑武司 ホームラン魂！（東海ラジオ、2022年10月 - 2023年3月）
- メッセンジャーあいはらのYouはこれから!（MBSラジオ、2024年12月 - 不定期レギュラー）

## エピソード
- 事務所プロフィールによれば、趣味は鉄道（乗る・見る・音を聞くのも好き）、ゲーム、コスメ情報の収集[2]。特技は、タイ古式マッサージで、本場のタイ王国でインストラクター資格（基本コース30時間）を取得している[2]。
- 自身の宝物は、漫画『スラムダンク』全巻だが、以前母により初版の全巻を誤って捨てられたことがあり、その時は涙が止まらなかったとのことである[2]。
- 『源石和輝 モルゲン!!』では、日替わりアシスタントとして起用されたなかでは最年少であった。このため、プロフィールでは「5女」と記載されていた[1]。
- 『ハピタイ』では放送開始から日が経つに連れて、共演のタクマや天野を驚かせるほどの豪快なキャラクター面を見せている。
  - タクマや天野が毎回放送前に差し入れるお菓子やショッピングコーナーで紹介される食品の試食に目がなく、ある日天野が差し入れたドーナツを3個食べた後、さらにイカの姿焼きまで食していたこともある[4]。
  - 天野とは、数十年来の仲であるタクマも驚くほどの勝ち気な言動がみられる一方で、「パ パ」のように物を請うたりする特異な関係性が築かれつつある。
  - 2017年5月29日の放送内でのやり取りをきっかけに、「ハピタイ」では「ホルモン女」と呼ばれることも多い[5]。